# Правило «трьох третин» (екологія)
Правило «трьох третин» (в екології) являє собою стратегічне співвідношення умов для  екології людини (на глобальному, регіональному і локальному рівнях): третина території повинна бути зайнята заповідною дикою природою (ЗТ); третина — допускати обмежене господарське використання (ОТ) із збереженням природного ландшафту; третина — піддаватися окультуренню ( агроекосистеми, дороги, міста, кар'єри тощо — РТ).  А. Д. Сахаров в футурологічній роботі «Світ через півстоліття», написаній 17 травня 1974 р., пропонував розрізняти в індустріальному світі два типи територій — робочі (РТ) і заповідні (ЗТ), причому, їх співвідношення для оптимального рівноважного стану Землі повинно бути РТ : ЗТ = 3 : 8. Ландшафтознавець Д. Л. Арманд пропонував протилежний варіант ЗТ : ОТ : РТ = 1: 9 : 90. Думається, що істина, як їй і належить, знаходиться десь близько до «середини» і правилом має бути співвідношення ЗТ : ОТ : РТ = 1 : 1 : 1.

## Ресурси Інтернету
- Розенберг Г. С. О структуре учения о биосфере
- Дедю И. И. Экологический энциклопедический словарь. — Кишинев, 1989
- Словарь ботанических терминов / Под общ. ред. И. А. Дудки. — Киев, Наук. Думка, 1984
- Англо-русский биологический словарь (online версия)
- Англо-русский научный словарь (online версия)